# Giải bóng đá hạng nhì quốc gia Cộng hòa Síp 2014–15
Giải bóng đá hạng nhì quốc gia Cộng hòa Síp 2014–15 là mùa giải thứ 60 của bóng đá hạng nhì Cộng hòa Síp và giải khởi tranh ngày 20 tháng 9 năm 2014. Có một hệ thống mới trong giải với 8 đội của Hạng B1, kết hợp với 8 đội của Hạng B2, tạo thành một Hạng nhì hợp nhất. Trước mùa giải, Alki Larnaca giải thể vì vấn đề tài chính AEK Kouklia và AEP Paphos hợp nhất thành Pafos FC, giảm số đội xuống từ 16 còn 14. Enosis Neon Paralimni giành danh hiệu thứ 2. 

## Thay đổi đội bóng từ mùa giải 2013–14
Các đội thăng hạng Giải bóng đá hạng nhất quốc gia Cộng hòa Síp 2014–15
- Ayia Napa
- Othellos Athienou

Các đội xuống hạng từ Giải bóng đá hạng nhất quốc gia Cộng hòa Síp 2013–14
- AEK Kouklia
- Alki Larnaca
- Aris Limassol
- Enosis Neon Paralimni

Các đội thăng hạng từ Giải bóng đá hạng ba quốc gia Cộng hòa Síp 2013–14
- Elpida Xylofagou
- ENAD Polis Chrysochous

Các đội xuống hạng Giải bóng đá hạng ba quốc gia Cộng hòa Síp 2014–15
- ASIL Lysi
- Chalkanoras Idaliou
- Onisilos Sotira
- PAEEK

## Sân vận động và địa điểm
Ghi chú: Bảng liệt kê câu lạc bộ theo thứ tự bảng chữ cái.
| Câu lạc bộ       | Vị trí                        | Địa điểm                          | Sức chứa |
| ---------------- | ----------------------------- | --------------------------------- | -------- |
| AEZ              | Zakaki, Limassol              | Zakaki Municipal Stadium          | 2.000    |
| Anagennisi       | Deryneia, Famagusta           | Anagennisi Football Ground        | 5.800    |
| APEP             | Kyperounta, Limassol District | Kyperounda Stadium                | 6.000    |
| Aris             | Limassol                      | Tsirion Stadium                   | 13.331   |
| Digenis V.       | Oroklini, Larnaca             | Koinotiko Stadio Oroklinis        | 1.500    |
| Elpida           | Xylofagou, Larnaca            | Michalonikeio Stadio Xylofagou    | 2.000    |
| ENAD             | Polis, Paphos                 | Dimotiko Stadio Polis Chrysochous | 1.000    |
| EN Paralimni     | Paralimni                     | Tasos Markou Stadium              | 5.800    |
| EN Parekklisia   | Parekklisia, Limassol         | Parekklisias Stadium              | 3.000    |
| Karmiotissa      | Pano Polemidia, Limassol      | Pano Polemidia Municipal Stadium  | 1.500    |
| Nikos & Sokratis | Erimi, Limassol               | Erimi Community Stadium           | 1.000    |
| Olympiakos       | Nicosia                       | Makario Stadium                   | 16.000   |
| Omonia Ar.       | Aradippou, Larnaca            | Aradippou Stadium                 | 2.500    |
| Pafos FC         | Paphos                        | Geroskipou Stadium                | 2.000    |

## Bảng xếp hạng
| XH | Đội                                           | Tr | T  | H | T  | BT | BB | HS | Đ    | Lên hay xuống hạng                                   | Thành tích đối đầu |
| -- | --------------------------------------------- | -- | -- | - | -- | -- | -- | -- | ---- | ---------------------------------------------------- | ------------------ |
| 1  | Bản mẫu:Fb team Enosis Neon Paralimni (C) (P) | 26 | 19 | 6 | 1  |    |    |    | 63   | Giải bóng đá hạng nhất quốc gia Cộng hòa Síp 2015–16 |                    |
| 2  | Bản mẫu:Fb team Pafos FC (P)                  | 26 | 19 | 5 | 2  |    |    |    | 62   | Giải bóng đá hạng nhất quốc gia Cộng hòa Síp 2015–16 |                    |
| 3  | Bản mẫu:Fb team Aris Limassol (P)             | 26 | 16 | 4 | 6  |    |    |    | 0493 | Giải bóng đá hạng nhất quốc gia Cộng hòa Síp 2015–16 |                    |
| 4  | Bản mẫu:Fb team AEZ Zakakiou                  | 26 | 12 | 8 | 6  |    |    |    | 44   |                                                      |                    |
| 5  | Bản mẫu:Fb team Karmiotissa Polemidion        | 26 | 12 | 2 | 12 |    |    |    | 38   | KAR: 3 Đ DER: 3Đ                                     |                    |
| 6  | Bản mẫu:Fb team Anagennisi Dherynia           | 26 | 10 | 8 | 8  |    |    |    | 38   | KAR: 3 Đ DER: 3Đ                                     |                    |
| 7  | Bản mẫu:Fb team Elpida Xylofagou              | 26 | 9  | 7 | 10 |    |    |    | 34   |                                                      |                    |
| 8  | Bản mẫu:Fb team Nikos & Sokratis Erimis       | 26 | 8  | 5 | 13 |    |    |    | 29   | N&S: 9 Đ ENAD: 4 Đ OLY: 4 Đ                          |                    |
| 9  | Bản mẫu:Fb team ENAD Polis Chrysochous        | 26 | 7  | 8 | 11 |    |    |    | 29   | N&S: 9 Đ ENAD: 4 Đ OLY: 4 Đ                          |                    |
| 10 | Bản mẫu:Fb team Olympiakos Nicosia            | 26 | 10 | 5 | 11 |    |    |    | 0291 | N&S: 9 Đ ENAD: 4 Đ OLY: 4 Đ                          |                    |
| 11 | Bản mẫu:Fb team Omonia Aradippou              | 26 | 8  | 4 | 14 |    |    |    | 28   |                                                      |                    |
| 12 | Bản mẫu:Fb team Enosis Neon Parekklisia F.C.  | 26 | 7  | 4 | 15 |    |    |    | 25   |                                                      |                    |
| 13 | Bản mẫu:Fb team Digenis Oroklinis             | 26 | 4  | 6 | 16 |    |    |    | 18   |                                                      |                    |
| 14 | Bản mẫu:Fb team APEP Pitsilia (R)             | 26 | 4  | 2 | 20 |    |    |    | 082  | Giải bóng đá hạng ba quốc gia Cộng hòa Síp 2015–16   |                    |

Cập nhật đến ngày 8 tháng 4 năm 2015
Nguồn: CFA, Soccerway
Quy tắc xếp hạng: 1) Điểm; 2) Điểm thành tích đối đầu; 3) Hiệu số đối đầu; 4) Số bàn thắng sân khách đối đầu; 5) Hiệu số; 6) Số bàn thắng.
1 Olympiakos Nicosia bắt đầu mùa giải với việc trừ 3 điểm vì không đáp ứng tiêu chuẩn tài chính. Ngày 3 tháng 11 năm 2014, Olympiakos Nicosia bị trừ thêm 3 điểm sau quyết định của FIFA, nhưng ngày 28 tháng 1 năm 2015, FIFA hủy bỏ quyết định và trả lại 3 điểm cho Olympiakos. Ngày 24 tháng 12 năm 2014, Olympiakos Nicosia bị trừ 3 điểm vì không đáp ứng tiêu chuẩn tài chính. 
 2 APEP bắt đầu mùa giải với việc trừ 3 điểm vì không đáp ứng tiêu chuẩn tài chính. Ngày 24 tháng 12 năm 2014, APEP bị trừ thêm 3 điểm vì không đáp ứng tiêu chuẩn tài chính. 
 3 Ngày 24 tháng 12 năm 2014, Aris Limassol bị trừ 3 điểm vì không đáp ứng tiêu chuẩn tài chính.
(VĐ) = Vô địch; (XH) = Xuống hạng; (LH) = Lên hạng; (O) = Thắng trận Play-off; (A) = Lọt vào vòng sau. 
Chỉ được áp dụng khi mùa giải chưa kết thúc: 
(Q) = Lọt vào vòng đấu cụ thể của giải đấu đã nêu; (TQ) = Giành vé dự giải đấu, nhưng chưa tới vòng đấu đã nêu.